# Schlingenbach (Ilme)
Der Schlingenbach ist ein Nebenfluss der Ilme im Gebiet der Stadt Dassel.

## Verlauf
Er entsteht am östlichen Rand des Sollings nördlich von Sievershausen. Durch intensiv landwirtschaftlich genutztes Gelände fließt er in östliche Richtung hinab in Richtung Dassel. In dem Bereich, wo die Ilme den Burgberg des Ellenser Waldes umkurvt, mündet er in die Ilme.
Er ist ein offener Bach, allerdings ist er unter der Kreisstraße 513 zwischen Dassel und Sievershausen sowie unter der Landesstraße 548 zwischen Dassel und Relliehausen einige Meter verrohrt.

## Naturschutz
Der Bach ist einer der Nebenflüsse, die zum FFH-Schutzgebiet der Ilme gehören. Im Uferbereich nahe der Kreisstraße befinden sich einige Kopfweiden, die gelegentlich von der regionalen NABU-Gruppe geschneitelt werden. Auch einige andere Gehölze sowie eine Feuchtwiese säumen das Bachufer, sodass der Bach mehreren Arten von Vögeln und Fledermäusen Lebensraum bietet. Zu den Gastvögeln gehört die in Deutschland seltene Bekassine, die auch in der Leineniederung Salzderhelden nahe der Mündung der Ilme vorkommt.

## Name
Einer etymologischen Untersuchung zufolge leitet sich der Name des Baches weniger von seinem Verlauf als sich schlängelnder Mäander ab als vielmehr von Schutzmaßnahmen gegen Ufererosion durch Unterspülung. Dazu wurden wahrscheinlich Geflechte am Ufer (mittelniederdeutsch „slink“) aus Weiden verwendet.